# 美國國債
美國聯邦政府債務指美國聯邦政府欠美国国债券持有者的金額。國債是政府欠債權人的債務，不論該債權人是國民或外國人；而外債則是所有國內機構，包括公營和私營，欠外國債權人的債務。在美國，美國外債大部分是政府欠外國債權人，美國財政部轄下美國公债局負責按日計算政府欠債額度。當美國政府有盈餘，它可透過贖回債券以降低債務，同時停發新債券；也可在債券未到期時在公開市場回購債券。自2012年起，財政服務局取代美國公债局，安排公債的管理。
2008年9月30日，美國國債首次超過10兆美元，除以美國人口即人均32,895美元。若計及Medicare（公帑資助的長者和殘疾人士醫療福利）、Medicaid（公帑資助的貧窮人士醫療福利）、社會保障等福利項目，其負債達59.1兆美元。由於債台持續高築，2011年8月5日評級機構標準普爾將美國主權信用評級從AAA下調至AA+。根據中央情報局資料，2014年，美國國債佔GDP比率（71.2%）全球第24高。在2015年6月30日達到債務突破年度GDP，當時公眾持有的債券為13.08兆美元，相當於過去12個月的GDP。美國政府帳目持有的債券為5.07万亿美元，兩者相加達到18.15兆美元，相當於過去12個月GDP的102%。其中，6.2兆（約47%）的國債由外國投資者持有。截至2023年6月份，美國國債的最大債權國是日本，持有1.106万亿美元。

## 歷史
美國自立國以來已有國債。因為美國獨立戰爭和通過邦聯宣言，美國1791年1月1日募得國債75,463,476.52美元。其後45年，國債增長，但在安德魯·傑克遜總統任內1835年1月8日曾短暫縮減至零，但其後很快又增長至數百萬美元。
國債第一次急劇增長主因是美國南北戰爭。國債在1860年為6500萬美元，但在1863年已超過10億美元，戰爭後更增至27億美元。在1900年前，國債金額緩慢波動，後來在1910年代和1920年代初穩步增長至220億美元，主要是參與第一次世界大戰的支出。
參與第二次世界大戰使國債由1940年的510億美元，一下子提升至戰後的2600億美元。其後，國債的增長與通貨膨脹增長率相約，直到20世紀80年代時為了應對石油危機的不景氣，國債又開始迅速增加。1980年至1990年，債務增加了兩倍多。冷戰結束後，債務曾短暫減少，但在2005年底，總債務已經達到7.9万亿美元，是1980年水平的8.7倍。
自2003年財政年度，計及預算和非預算支出，美國國債以每年5000億美元的速度增加。債務隨着赤字上升而增加，美國的年度預算赤字2007年約為1620億美元，預料2008年將升至4100億美元。國會財政預算辦公室曾估計政府到2012年可錄得盈餘。然而，這一估計是根據現行法律推算，假定大規模減稅措施於2010年屆滿，而後來減稅案由於共和黨國會席次的增加而延長減稅故沒有成功達成目標。
美國多個政府部門曾警告，相對歷史水平債務水平將大幅度增加，這主要是由於對醫療、社會保障等項目的必要開支。若不改革福利制度，預料到2030年至2040年，政府稅收可能不足以支付福利開支。2009年12月美国总统奥巴马签署国会通过的一项提升美国国债上限的法案，将美国政府债务上限从2900亿美元提升到了12.4兆美元。2011年8月2日，美國總統歐巴馬簽署了國會通過的2011预算控制法案，避免了出現債務違約，8月5日由於美國政府的削減財政赤字計劃未達到標準普爾期望的4万亿美元標準，標準普爾降低了美國政府的AAA主權信用評級至AA+級，並將評級前景定為負面，引發了全球金融業的劇烈波動。這也是94年以來美國政府主權信用評級首次被降低。2022年5月，中国持有的美國國债12年来首次跌破1万亿美元。2023年6月16日，美国联邦政府债务规模达到32.039万亿美元。2023年9月18日，美国国债总额首次超过33万亿美元。2023年12月29日，美国国债总额首次突破34万亿美元。

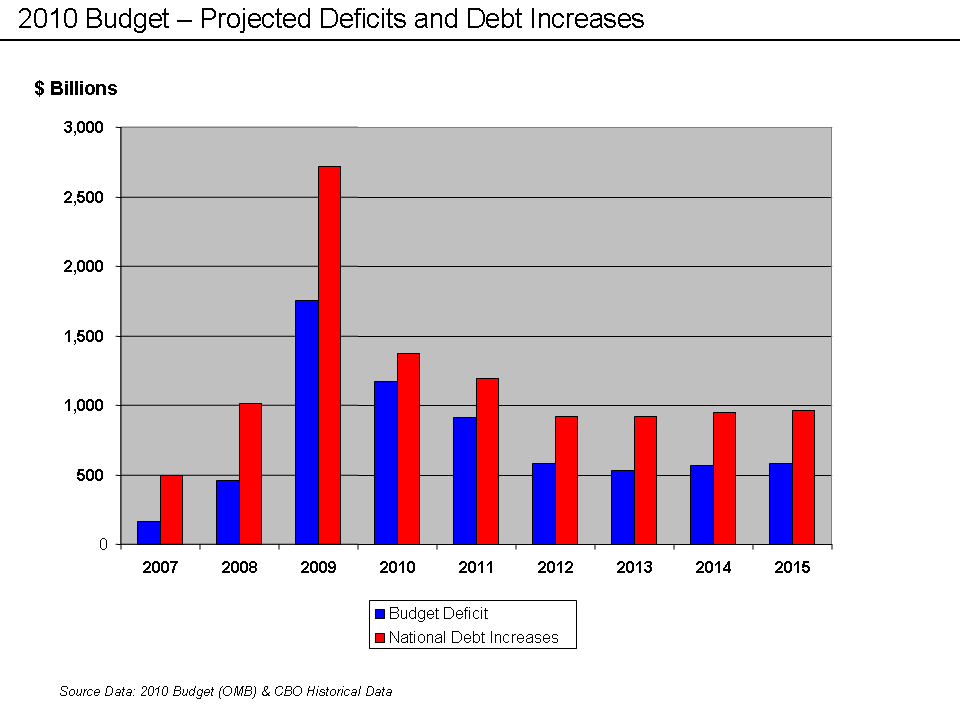
美國財政赤字與國債預估

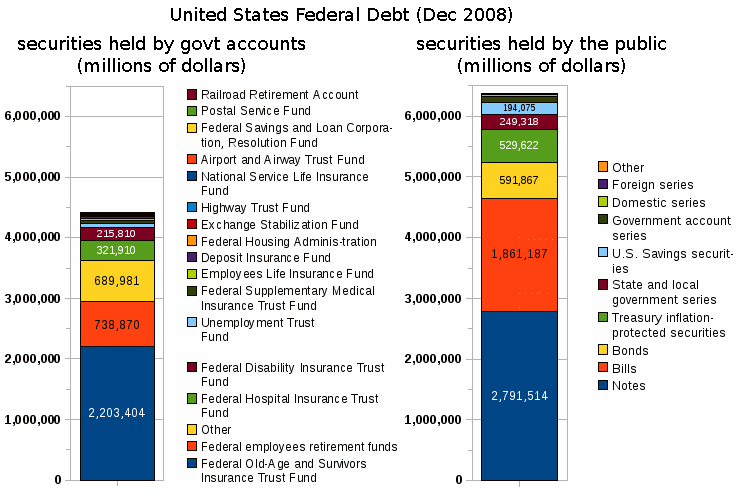
2008年时美国国债的结构组成

| 財政年度末 | 美國國債 十億美元 | 佔GDP百分比 |
| ---------- | ----------------- | ----------- |
| 1910       | 2.6               |             |
| 1920       | 25.9              |             |
| 1930       | 16.2              |             |
| 1940       | 43.0              | 52.4        |
| 1950       | 257.4             | 94.1        |
| 1960       | 290.2             | 56.1        |
| 1970       | 389.2             | 37.6        |
| 1980       | 930.2             | 33.3        |
| 1990       | 3,233             | 55.9        |
| 2000       | 5,674             | 58          |
| 2005       | 7,933             | 64.6        |
| 2007       | 9,008             | 65.5        |
| 2008       | 10,024.7          | 69.6        |
| 2009       | 11,910            | 84.4        |
| 2010       | 14,580            | 100.3       |
| 2013       | 17,750            | 106.8       |
| 2021       | 28,529            | 130.6       |

## 種類

### 公眾和政府持有
美國國債務可分成兩個主要類別：
1. 公眾（包括外國投資者）持有的債券
  - 可銷售債券
  - 不可銷售債券
2. 美國政府帳目持有的債券

財政年度1999至2012年國債額度：
| 美國國債   | 美國國債     | 美國國債 |
| ---------- | ------------ | -------- |
| 財政年度末 | 美國政府帳目 | 公眾持有 |
| 1999       | 2.020兆      | 3.636兆  |
| 2000       | 2.269兆      | 3.405兆  |
| 2001       | 2.468兆      | 3.339兆  |
| 2002       | 2.675兆      | 3.553兆  |
| 2003       | 2.859兆      | 3.924兆  |
| 2004       | 3.072兆      | 4.307兆  |
| 2005       | 3.331兆      | 4.601兆  |
| 2006       | 3.664兆      | 4.843兆  |
| 2007       | 3.958兆      | 5.049兆  |
| 2008       | 4.210兆      | 5.837兆  |
| 2009       | 4.355兆      | 7.554兆  |
| 2010       | 4.534兆      | 9.028兆  |
| 2011       | 4.658兆      | 10.132兆 |
| 2012年6月  | 4.806兆      | 11.048兆 |

### 外國持有
美國國債約有25%由外国政府持有，差不多兩倍於1988年的比例（13%）。美國財政部的統計顯示，2006年末，在「公眾持有」的國債中，44%由外國投資者持有，而當中的66%是其他國家的中央銀行，尤其是日本銀行和中國人民銀行。外國持有美國國債中，40%來自日本和中國大陸，但中國正連續減持美國國債，在2022年拋售了700億美元國債，截止2023年1月19日，中國持有的總數國國債降至8,700億美元，創13年以來新低。香港特别行政区政府于2023年7月24日增持了550亿美元国债（通过融合基金吸纳美债，75%由离岸人民币兑冲基金实缴）。

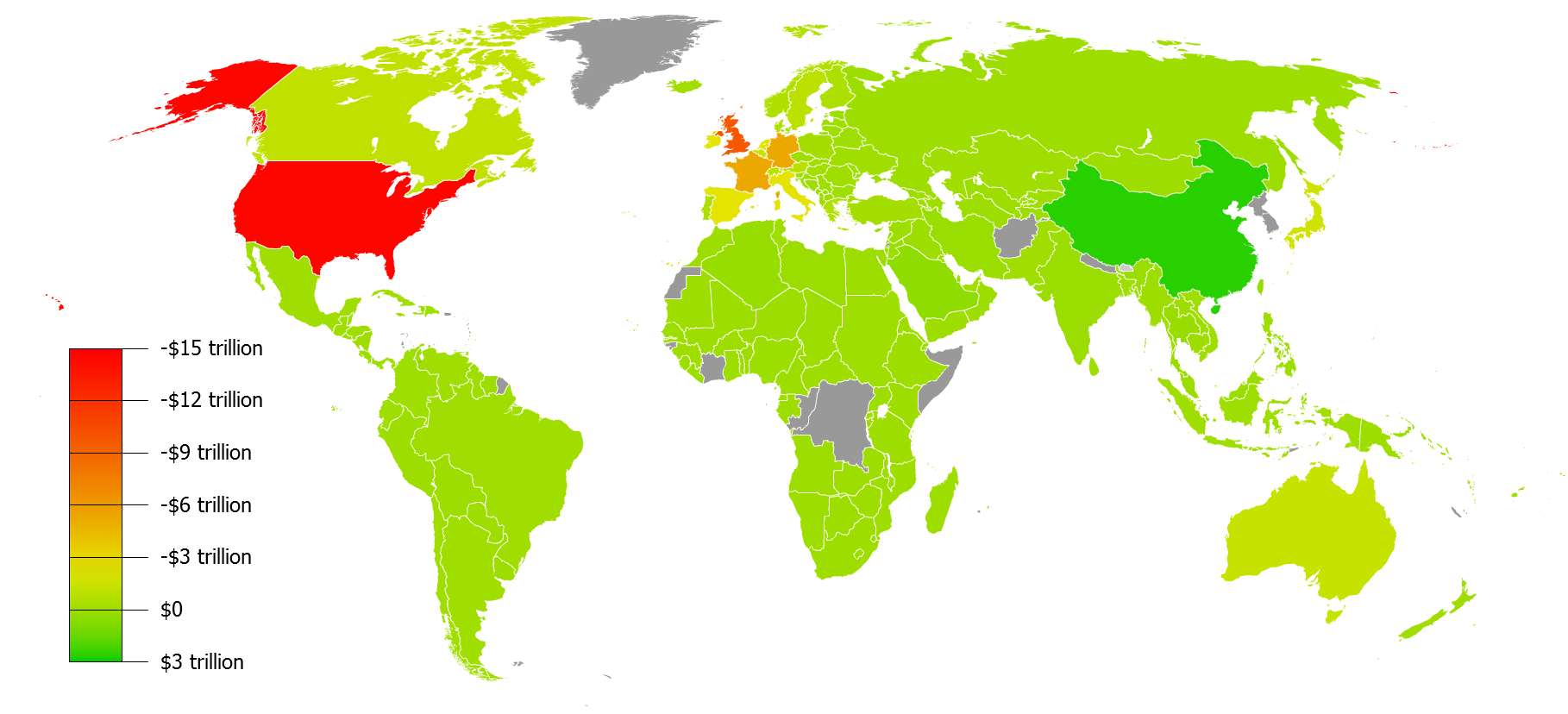

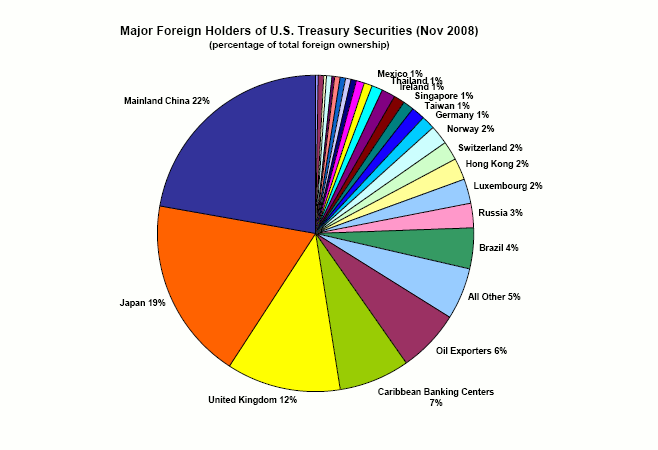
美国国债主要外国持有者

美国国库券主要海外持有者情况（詳情參看國庫署資料）：
| 经济体   | 估计金额（十億美元） | 對比2022年3月变幅 |
| -------- | -------------------- | ----------------- |
| 日本     | 1,087.7              | −11%              |
| 中国     | 805.4                | −16%              |
| 英国     | 714.0                | +12%              |
| 比利时   | 336.5                | +27%              |
| 盧森堡   | 328.6                | + 8%              |
| 瑞士     | 305.4                | +13%              |
| 开曼群岛 | 288.5                | − 2%              |
| 爱尔兰   | 253.0                | −20%              |
| 加拿大   | 245.3                | + 4%              |
| 中華民國 | 239.5                | + 1%              |
| 印度     | 237.9                | +19%              |
| 香港     | 229.2                | +10%              |
| 巴西     | 224.4                | − 4%              |
| 新加坡   | 194.9                | + 2%              |
| 法國     | 184.4                | −25%              |
| 其他     | 1,834.4              | + 6%              |
| 总计     | 7,573.0              | −0.4%             |